# Marek Lassak
Marek Lassak (ur. 11 lipca 1948 w Bydgoszczy) – polski matematyk.

## Życiorys
W 1971 ukończył studia matematyczne na Uniwersytecie Mikołaja Kopernika w Toruniu. Od 1971 pracował w Wyższej Szkole Inżynierskiej w Bydgoszczy, po przekształceniach – od 1974 w Akademii Techniczno-Rolniczej w Bydgoszczy, od 2006 na Uniwersytecie Technologiczno-Przyrodniczym w Bydgoszczy. W 1975 doktoryzował się na Uniwersytecie w Kiszyniowie, habilitował w 1990 na podstawie pracy Badania nad problemem Hadwigera o pokryciu, na Uniwersytecie Wrocławskim. Od 1989 kierował Zakładem Matematyki ATR, w 1991 mianowany profesorem nadzwyczajnym, w 2006 otrzymał tytuł profesora nauk matematycznych. W swoich badaniach zajmuje się geometrią i teorią zbiorów wypukłych.
W latach 1981–1986 był prezesem Oddziału Bydgoskiego Polskiego Towarzystwa Matematycznego i członkiem Zarządu Głównego PTM.
W 1990 otrzymał Nagrodę im. Stefana Banacha.